# Work Song
«Work Song» — песня ирландского автора-исполнителя Хозиера, изданная 16 марта 2015 года в качестве четвёртого сингла с дебютного студийного альбома Hozier.

## Композиция
«Work Song» — госпел-блюзовая песня, указанная как девятый трек альбома, написанная исключительно Хозиером. Хозиер называет эту песню одной из своих любимых на альбоме. «Work Song» имеет «оттенки соула» с «сильным мелодичным басом», состоящим из перкуссии, тамбурина, гитары и «журчащего» вокала, а текст описывает любовь «неугасающей сладости» и преданности. Песня имеет госпел бэк-вокал и похожие на церковные хлопки в ладоши, а литературные темы любви, греха и религии возвращаются в альбом.

## Отзывы
Песня «Work Song» получила признание критиков: The Arts Desk назвал её «элегическим духовным набатом», который Хозиер исполняет с «лёгкой фамильярностью», а The Irish Times охарактеризовала её как «душевно-добрую», утверждая, что он «далёк от шаблонного соул/блюза современности». Её часто называют одним из самых сильных треков Хозиера.

## Коммерческий успех
Песня достигла 15-го места в Billboard Hot Rock & Alternative Songs, проведя в чарте двенадцать недель, и вошла в топ-20 чартов Bubbling Under Hot 100 и Adult Alternative Songs соответственно.

## Чарты
| Чарт (2014—15)                                 | Высшая позиция |
| ---------------------------------------------- | -------------- |
| Ирландия (IRMA)                                | 47             |
| США (Billboard Bubbling Under Hot 100 Singles) | 20             |
| США (Billboard Hot Rock & Alternative Songs)   | 15             |
| США (Billboard Adult Alternative Songs)        | 15             |

## Сертификации
| Регион                                                                      | Сертификация  | Продажи   |
| --------------------------------------------------------------------------- | ------------- | --------- |
| Канада (Music Canada)                                                       | 2× Платиновый | 160 000   |
| Великобритания (BPI)                                                        | Золотой       | 400 000   |
| США (RIAA)                                                                  | 2× Платиновый | 2 000 000 |
| Данные о продажах + прослушиваниях приведены только на основе сертификации. |               |           |